# Tetsuya Oishi
Tetsuya Oishi (大石 鉄也 Oishi Tetsuya?), född 26 november 1979 i Shizuoka prefektur, är en japansk före detta fotbollsspelare.
Oishi började sin karriär 1998 i Kawasaki Frontale. 2002 blev han utlånad till Ventforet Kofu. Han gick tillbaka till Kawasaki Frontale 2004. Han avslutade karriären 2004.